# Historia del Club Deportivo O'Higgins

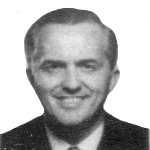
Patricio Mekis, presidente del club entre 1958 y 1965 y actualmente presidente honorario.

La historia del Club Deportivo O'Higgins comienza el día 22 de enero de 1954, en donde la ciudad de Rancagua tenía 2 equipos en la región el O'Higgins Braden (campeón del ascenso año 1954) y el América de Rancagua ambos clubes logran el ascenso a la Primera División de Chile pero la Asociación Central de Fútbol decide que solo debe haber un club de la región en la Primera División de Chile tras largas reuniones entre entes de ambas instituciones se logra que el 7 de abril de 1955 se funde lo que es hoy el Club Deportivo O'Higgins. Actualmente posee 1 título de la Primera División de Chile, 1 Supercopa de Chile, 2 títulos de Segunda División de Chile, un Campeonato de Apertura de Segunda División y tiene 6 participaciones internacionales, 4 Copa Libertadores los años 1979, 1980, 1984, 2014, 3 participaciones en Copa Sudamericana en 2012 2016 y 2017 y 1 en la Copa Conmebol de 1992, siendo el sexto club chileno con más participaciones continentales.
En el aniversario Número 50' de la institución, medios de comunicación locales efectuaron una encuesta, que invitaba a las personas a votar por los jugadores, técnico y Dirigente más valiosos, durante la vida de la institución en su rama de fútbol, el nombre del concurso fue «El equipo del siglo». La votación de los participantes, dio como resultado a las siguientes personas; Carlos Bustos, Gabriel Mendoza, Federico Vairo, René Valenzuela, René Serrano, Francisco Cuevas, Joel Retamal, Miguel Ángel Neira, Mario Desiderio, Mario Núñez, Aníbal González y como director técnico Luis Santibáñez. Considerándose esté concurso, el medio en el cual la hinchada expresó su opinión sobre los jugadores de fútbol más valiosos en la historia de la institución.

## Antecedentes
Se han entregado antecedentes contradictorios sobre la fundación de O’Higgins, sin embargo, y de acuerdo a nuestras referencias, presentaremos algunos datos que nos permiten afirmar con certeza los primeros años del club.
Lo concreto, es que en la temporada 1953 se desarrolla el torneo de Segunda División de Chile 1953 con la participación de dos clubes representativos de la ciudad de Rancagua: Club América y el Club de Deportes Instituto O'Higgins. Ambos clubes terminan igualados en el segundo lugar de la tabla tras el campeón de la categoría, Club Deportivo Thomas Bata de Peñaflor, equipo que curiosamente no es promovido a la división mayor.
A comienzos de la temporada 54’, el propio Instituto O’Higgins se une al club Braden para formar el O'Higgins Braden, equipo que cumpliría una presentación brillante en ese torneo. El naciente club había conseguido unir a los trabajadores de la Braden Copper Company con la comunidad ligada al instituto marista y participaría en el certamen con su camiseta de líneas verdes y blancas. Pero también, los amarillos del Club América, tenían algo que decir en la competencia. Enclavados en la desaparecida cancha Alameda, representaban al comercio de Rancagua y tenían un importante arraigo social.
En ese año, O'Higgins Braden logró el campeonato de la serie de forma invicta con 30 puntos (18 partidos jugados, 12 triunfos y 6 empates). Pero el destino tendría una sorpresa para los campeones, ya que en el segundo lugar resultó el propio América con 25 puntos, en un torneo en donde competían además San Luis de Quillota, Trasandino de Los Ándes, Unión La Calera, Thomas Bata, Alianza de Curicó, La Cruz Football Club, Santiago National y la Universidad Técnica. La Revista Estadio el 22 de enero de 1955 publicó lo siguiente:

«El equipo albiverde ganó el ascenso integrado por elementos que en el orden individual no son figuras descollantes, pero que han logrado estructurar un equipo muy parejo, en el que todos juegan con intenciones colectivas y cuyas líneas se conocen casi de memoria y eso en el fútbol vale y significa mucho»

## Intervención de la Central y Fundación
Pese a que debían subir ambos equipos rancagüinos a Primera División, la Asociación Central de Fútbol citó a los presidentes de las instituciones para indicarles que solo podría ascender un club y que su misión sería fusionarse. Las vueltas de la historia plantean que ese requerimiento fue hecho de forma expresa por el presidente de la Asociación, Carlos Dittborn y el dirigente Nicolás Abumohor, padre de los actuales accionistas, Ricardo y Roberto.
Tras un largo proceso de negociación entre ambos presidentes, Manuel Riquelme por el América de Rancagua y Francisco Rajcevich de O'Higgins Braden, que incluyeron la mediación de Baltazar Castro, se fundó el Club Deportivo O'Higgins el día jueves 7 de abril de 1955, superando la enorme rivalidad entre ambas instituciones. En ese aspecto se indica que la cuprífera habría ofrecido su nombre para bautizar al nuevo club, incluso con el compromiso de invertir fuerte en la conformación del plantel, situación rechazada por los directivos. Pero la discusión se mantuvo cuando debía determinarse al primer presidente, votaciones que terminaban empatadas por la paridad de los votantes, es así que Carlos Dittborn decide que el timonel se nombre, nada más ni nada menos, con una moneda al aire. El ganador, Francisco Rajcevich de O'Higgins Braden, primer presidente del club O'Higgins de Rancagua. El directorio quedó compuesto por Manuel Riquelme, Octavio Cisternas y Alberto Musse del América, Nicanor Lobos, Patricio Mekis, Luis Urzúa y Dionisio Valenzuela del O'Higgins Braden., además de Arturo Miranda, Néstor Barba, Luis Valenzuela, Alfredo Iribarren, José Hormazábal, Eduardo Melero y Orlando Lasagna, Arturo Miranda y Hernán Navarro, entre otros. Respecto del color del uniforme, se han planteado algunas tesis, la primera planteaba que las intenciones del directorio eran vestir con camiseta roja, no obstante esta moción habría sido rechazada por la Asociación por su semejanza con la divisa nacional. Entonces, se habría decidido por el color celeste producto de la combinación de los tres colores fundacionales (amarillo, verde y blanco), aunque algunos sostienen que se intentó emular a la camiseta de la selección uruguaya, que había protagonizado el llamado ‘Maracanazo’ del Mundial de 1950. Los pantalones serían negros y medias celestes. El primer directorio solicitó la confección de dos juegos de uniformes a la Casa Alonso Hermanos de Santiago, las cuales debían entregarse el día 16 de abril, previo al primer encuentro amistoso ante Green Cross en Santiago.

## Primeros años
En su actuación en el torneo, los celestes debutaron en Santa Laura el día 8 de mayo ante Unión Española, cayendo por la cuenta de dos goles a cero. En este partido, alinearon a Bustos, Quintana, Salazar, Rostión, González, Puga, De Luca, Juvenal Soto, Fuenzalida, Villarroel y Bedoya. Pese a este amargo comienzo, el equipo pudo rehabilitarse inmediatamente en la fecha siguiente en el Estadio Williams Braden doblegando a Ferrobadminton por tres goles a dos, gracias a las anotaciones de Wilson, Fuenzalida y Soto.
Al final de  a primera fase, quedan eliminados de la pelea por el campeonato por su noveno lugar (solo clasifican ocho). En la ubicación final de la temporada cierran en el noveno puesto con 33 unidades. El propio Mario Fernández se alza como el primer goleador del cuadro celeste gracias a sus 14 conquistas. La campaña de 1956 sorprende por el notorio mejoramiento en la tabla de posiciones, ya que el equipo remata en el séptimo lugar junto a Audax Italiano con 26 puntos. Además, los celestes inscriben a su primer goleador en campeonatos nacionales, Guillermo Villarroel, quien consigue convertir 19 goles. Villarroel, hermano de otro jugador nacional (Charles), llega a préstamo desde Colo Colo y su campaña en el equipo es francamente notable. Junto al goleador, destacan figuras como Juvenal Soto, Rafael Zamorano, Luis Marambio, Naim Rostión, Sergio Fuenzalida y los argentinos Fernández y Gagliardo.
Para la temporada de 1958, la directiva decide la contratación del entrenador argentino José Salerno, quien tenía en su palmarés haber conducido al seleccionado nacional por dos temporadas, incluido el Sudamericano de Lima de 1957. Al final de este torneo, el cuadro celeste finaliza en el noveno lugar con 23 puntos y Juvenal Soto se alza como goleador con 14 conquistas. En el plantel se encuentra el arquero Ricardo Storch, Juan Bautista Soto, Jorge Romero, Omar Pozo, Luis Morales, Jaime Salamanca, Raúl Martínez, Daniel Tabilo y Augusto Arenas, entre otros.
En la temporada 1959, el conjunto rancagüino cumplió la mejor actuación de su corta trayectoria al finalizar en el cuarto puesto de la mano de José Salerno. Además logra a su segundo goleador en el profesionalismo: José Benito Ríos. Quien marca 22 conquistas a lo largo de la temporada. Jaime Salamanca, Juvenal Soto, René Meléndez, José Benito Ríos y Luis Morales (1959). La campaña se justifica por la presencia de jugadores como René Meléndez, proveniente de Universidad de Chile, Salamanca, Juvenal Soto y Luis Morales. El equipo marcó 51 goles en el torneo y logró un 65% de rendimiento. Durante este año, la institución se convertiría en el club vedette del fútbol chileno, más aún considerando la importante inversión que realizaría el presidente Patricio Mekis para armar el millonario equipo de 1960.

## Años 60' y principios de los 70'

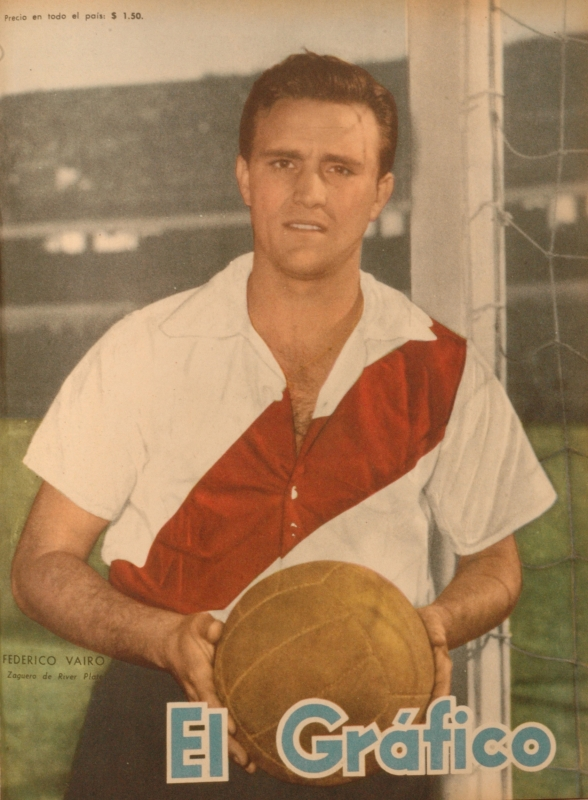
Federico Vairo uno de los jugadores más importantes que ha pasado en la historia del club.

La temporada 1961, iniciada con Carlos Orlandelli en la banca, sufre la partida de los valores que lo transformaron en ese atractivo equipo de fines de los cincuenta, puesto que abandonan Storch, Meléndez, Ramírez, Robledo y el goleador José Benito Ríos. No obstante brillan futbolistas como el delantero Ricardo Cabrera (goleador con 10 tantos), el propio Juvenal Soto y Luis Morales. No obstante mantiene en el bloque defensivo a Federico Vairo, Aldo Droguett, Omar Pozo y Roberto Rodríguez. La campaña del 61’ no es tan positiva como la del año anterior, incluso, Jorge Robledo asume en reemplazo de Orlandelli, y el equipo cierra el torneo ubicado en el séptimo lugar. En el año del Mundial, el cuadro es dirigido por el técnico y profesor de educación física, Hernán Carrasco, quien posteriormente desarrollaría grandes campañas en el fútbol salvadoreño. Precisamente, Carrasco es el ayudante de Fernando Riera en la selección que disputó la Copa del Mundo.
En el plantel de 1962 destacan los nombres propios de Droguett, Vairo, Pozo, Rodríguez, Héctor Torres, José Sulantay, Luis Morales. Omar Pozo y el arquero Sergio Fuentealba. Pese a ello, los celestes finalizan en el undécimo lugar de la tabla de posiciones con 30 unidades. Nuevamente, Ricardo Cabrera  se alzaba como goleador del conjunto con 17 conquistas. Para la temporada siguiente, asume el equipo uno de los entrenadores más recordados de la historia del club, se trata del argentino José Pérez, quien había consagrado a Santiago Wanderers como campeón en el año 1958 (también lo haría el 68’). El ‘Gallego’ era un técnico capaz, con olfato y que irradiaba respeto, características que llevaron a los directivos celestes a tratar de imitar el logro obtenido por el DT en Valparaíso. No obstante, el destino le tendría preparado al club su primer fracaso en el profesionalismo, el descenso a segunda división en 1963. Pese a que el equipo mantuvo a jugadores que habían llevado el peso de las campañas anteriores (Droguett, Vairo, Fuentealba y Morales), el rendimiento arrojó el decimoctavo lugar con solo 24 puntos (20 derrotas en 34 partidos). Otra vez, y por tercer año consecutivo, Ricardo Cabrera  se convertía en el máximo anotador de los celestes con 17 goles. Por primera vez en la historia, el cuadro celeste milita en segunda división en la temporada 1964, recordando que el debut profesional se dio en primera en el año 55’ tras la fusión de América de Rancagua y O'Higgins Braden.
El presidente Patricio Mekis mantiene la confianza en José Pérez quien arma un equipo con aspiraciones de regresar inmediatamente al profesionalismo y para ello incluye, probablemente, al mejor jugador que ha tenido la historia del club: Mario Oscar Desiderio. El futbolista, formado en Estudiantes de la Plata, regresaba de Europa, tras un paso irregular por el Catania Calcio y se convertiría en un verdadero ídolo de la hinchada celeste. El ‘Tranvía’ era seleccionado argentino y había disputado los Juegos Olímpicos de Roma en 1960. Junto a Mario Desiderio, el equipo lo conforman jugadores como el propio Federico Vairo, Aldo Droguett, César Valdivia, Omar Pozo, Carlos Guerra, Jorge Dagnino, Ricardo Díaz, Luis Morales, Manuel Canelo, Douglas Bedwell, Violante Latorre y los arqueros Constantino Zazzalli, Sergio Fuentealba y Raúl Ramos. El conjunto cumple una campaña a gran nivel y restando cuatro fechas para que termine el certamen, consigue el ascenso al vencer por la cuenta mínima a Colchagua en San Fernando con gol de Mario Desiderio. Los celestes logran de esta manera el único título de un torneo oficial, con 53 puntos (22 victorias, 9 empates y 5 derrotas. La delantera convierte 62 goles en 36 partidos y solo recibe 39. Mario Desiderio (19) finaliza a solo tres goles del máximo anotador del torneo (Dalmacio San Martín de Lister Rossell). Jorge Dagnino anota 9, Violante Latorre 8, Ricardo Díaz 6, Carlos Guerra y Luis Morales 5. Para el año 1965, otra vez en primera, José Pérez mantiene a la gran parte de los jugadores que obtuvieron el ascenso en la temporada anterior, aunque agrega a jugadores como Carlos Reynoso, Víctor Zelada y Fernando Osorio, además de las incursiones más regulares del volante Joel Retamal y el defensor Héctor Contreras. Mario Desiderio confirma en la división mayor todos sus pergaminos y culmina como goleador del equipo con 13 anotaciones, mientras el equipo finaliza su campaña en el undécimo lugar con 33 unidades.

## Primeras participaciones internacionales
La década de los setenta se inicia con Leonardo Bedoya como entrenador y el cuadro celeste comienza su participación en el Torneo Metropolitano de la Primera División. El equipo posee jugadores que marcarán una época tales como Ernesto ‘Oso’ Díaz, en el arco, Héctor Contreras, Manuel Abarca, César Valdivia, Freddy León, Víctor Manuel Arias, Luis Pino y los hermanos Pérez, Sergio y Fernando. El cuadro finaliza en el noveno lugar de la tabla de posiciones y consagra como goleador a Fernando Pérez con 9 conquistas. Para el año 1971 asume la conducción técnica un nombre histórico del fútbol nacional: Isaac Carrasco, quien mantiene el grueso del plantel de la campaña anterior. En esta temporada se consolidan dos valores de casa como son Joel Retamal y Francisco Cuevas. A mediados de año retoma la banca Leonardo Bedoya, quien finaliza la temporada en el décimo puesto con 32 unidades. El argentino Alfredo ‘Tanque’ Rojas se transforma en el máximo artillero del equipo con 8 conquistas.

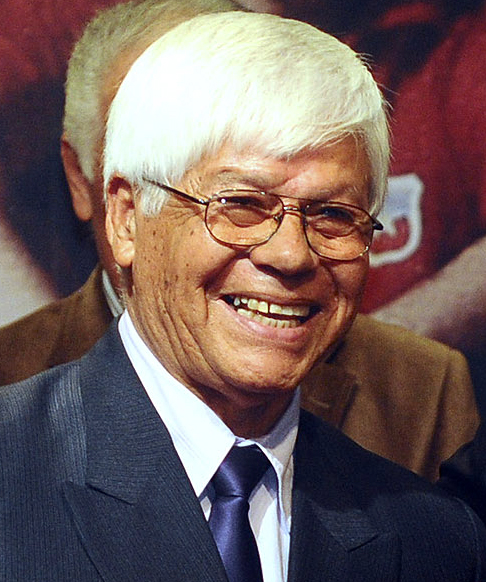
Humberto "Chita" Cruz Defensa del club en la temporada 1972.

En el año 1972, arriban al cuadro celeste el defensor Humberto ‘Chita’ Cruz junto a los jugadores que se han mantenido en el club como Juan Gálvez, Jorge López, ‘Coto’ Acevedo, León, Retamal, Pino y Sergio Pérez. El equipo inicia bajo la dirección del paraguayo Ovidio Casartelli, no obstante quien finaliza a cargo es Luis Vidal. El goleador del equipo es el brasileño proveniente de Rangers, Pío Da Silva con 12 conquistas y el cuadro termina en el decimosegundo lugar de la tabla con 26 puntos. En el año 1973 el técnico Luis Vera forma el recordado ‘Equipo de los locos’, por la presencia de Ramón Meneses, Alejandro Trujillo y Daniel Horno. En esta temporada, el conjunto celeste remata en el tercer lugar de la tabla de posiciones junto a Huachipato con 43 puntos. De este modo, el club despliega la mejor campaña hasta entonces, igualando lo realizado en 1959. El ‘Turco’ Trujillo anota 13 goles y se convierte en el goleador del cuadro que posee a figuras como Roberto Hernández, Miguel Ramírez, Víctor Manuel Arias, Carlos Cruchaga, Jorge López y Óscar Navarro.
O'Higgins vuelve a la serie mayor en 1977 y manteniendo a Armando Tobar en la dirección técnica, participa en la Copa Chile en el mismo grupo de Colo Colo y Universidad Católica. Finaliza tercero con 8 puntos luego de los capitalinos superando a Magallanes y San Antonio Unido. Para esta temporada, se incorporan los argentinos Juan Lapalma, Luis Giribert y Vicente de la Matta, además de los nacionales Santiago Gatíca, Leonardo Montenegro, Víctor Adriazola y Miguel Hernández. Tras una campaña sin sobresaltos, y con Nelson Oyarzún como DT, el equipo remata en el décimo puesto en un total de 18 clubes, con 31 unidades. Juvenal Vargas marca 10 goles y finaliza como goleador. El propio Nelson Oyarzún inicia la conformación del recordado plantel de 1978, no obstante a poco andar el DT abandona el club y la dirigencia opta por Luis Santibáñez que provenía con títulos en Unión San Felipe y Unión Española. Arriban jugadores de la talla de Leopoldo Vallejos, Luis Droguett, René Valenzuela, René Serrano, Eduardo Bonvallet, Guido Coppa, Waldo Quiroz, Nelson Acosta, Miguel Ángel Neira, Patricio Romero, Víctor Pizarro y los brasileños Mario Baesso y Eduardo Lima, entre otros. Del equipo del 77’ permanecen Santiago Gatíca, Juvenal Vargas y Washington Guajardo.
Tras una impecable campaña el equipo finaliza ubicado en el tercer lugar de la tabla de posiciones con 42 puntos, tras Palestino (campeón con 53) y Cobreloa (con 49), hasta entonces su mejor presentación en fases regulares. De este modo, clasifica a su primera Liguilla de Copa Libertadores de América, junto a los mineros, Unión Española y Everton. Los rancagüinos inician con el pie izquierdo el mini torneo en el Estadio Nacional, al caer ante los viñamarinos por la cuenta mínima (gol de Benzi), el domingo 3 de diciembre.
El segundo lance es clave frente a Cobreloa, allí ganan por dos goles a uno, con anotaciones de Washington Guajardo a los 29’, empate de Guillermo Yávar a los 35’ y Luis Droguett a los 46’. El tercer juego (10/12/78) encontraba a los celestes con dos partidos y uno ganado y a su rival, Unión Española con los dos compromisos con victoria Cobreloa y Everton, no obstante el equipo de Santibáñez gana por un gol a cero (Juvenal Vargas a los 79’) y lleva la definición de la Liguilla a un cuarto partido ante los rojos. Probablemente la noche del martes 12 de diciembre de 1978 debe ser una de las más importantes que ha vivido O’Higgins en su historia. El Estadio Nacional tuvo en esa jornada a 20.542 personas (2.942 socios celestes) y el equipo formó con: Leopoldo Vallejos; Luis Droguett, Santiago Gatíca, René Valenzuela y René Serrano; Eduardo Bonvallet, Waldo Quiroz y Miguel Ángel Neira; Mario Baesso (75’ Nelson Acosta), Juvenal Vargas y Patricio Romero (75’, Guido Coppa). El marcador lo abrió René Serrano a los 24 minutos de juego, y a los 68’ lo empató Escobar para Unión Española. La ventaja para los rojos la puso Luis Miranda a los 98’ y el gol del empate a dos y clasificación para los celestes lo convirtió Juvenal Vargas a los 119 minutos, en pleno tiempo de alargue.
Con este marcador, O'Higgins conseguía su mayor logro deportivo y accedía por primera vez en su historia a la Copa Libertadores de América. Aún se recuerda la celebración de aquella noche en el centro de Rancagua, cuando más de 10 mil hinchas se reunían por este logro. 1979 tendrá como gran desafío la primera salida al mundo de los celestes, para ello mantuvo a Luis Santibáñez como entrenador y registró las incorporaciones de Miguel Ángel Leyes, Rogelio Farías, Sergio Ahumada, y conserva a la gran parte del equipo que ganó la Liguilla Pre-Libertadores de 1978, agregando las apariciones de jugadores de casa como el defensor Héctor Irrazábal. La participación en la Copa se inicia frente a Palestino en el Estadio El Teniente, partido que finaliza igualado a un tanto (Víctor Pizarro para O'Higgins y autogol de Santiago Gatíca para los visitantes). El domingo 18 de marzo, los rancagüinos enfrentan al cuadro venezolano de Portuguesa en la ciudad de Valencia. Los celestes igualan a un tanto (gol de Sergio Ahumada). Este partido lo dirige el recordado árbitro brasileño Romualdo Arpi Filho. Otro hecho histórico se registra el 21 de marzo del 78’, cuando el cuadro gana por primera vez un partido fuera de Chile, al doblegar al Deportivo Galicia en Caracas por uno a cero. Anotación de Miguel Ángel Neira a los 73 minutos. La segunda rueda se inicia con una derrota ante Palestino en el Estadio Nacional, con gol de Oscar Fabbiani. En ese entonces el cuadro tricolor contaba con figuras como Elías Figueroa, el 'Loco' Araya, Manuel Rojas, Sergio Messen, entre otros. Las opciones de clasificación se complican debido a que por entonces solo clasificaba el ganador del grupo a la siguiente ronda. El 11 de abril, el equipo nuevamente iguala a un tanto con Portuguesa (gol de Víctor Pizarro) y eliminado del grupo golea a Deportivo Galicia por seis a cero con anotaciones de Santiago Gatíca (18’), Rogelio Farías (41’) Waldo Quiroz (62’), Miguel Ángel Neira de penal (77’) y René Valenzuela (90’). De todos modos, la primera presentación debe considerarse como altamente positiva, ya que el equipo terminó segundo en la tabla con siete puntos tres menos que Palestino, y solo perdió un partido. La presencia internacional del conjunto tuvo algunas implicancias en la realidad local, ya que debió afrontar algunos partidos con equipo alternativo en su presentación de la Copa Chile, por ejemplo, perdiendo en Rancagua ante Unión Española por cinco a cero y en Calama por 10 a 0. Ya eliminado de la competencia internacional, rápidamente el plantel comprendió sus fortalezas en el torneo criollo y comenzó a hacer valer su experiencia y calidad. Luis Santibáñez asumió la selección y Orlando Aravena toma las riendas de equipo. Colo-Colo gana la competencia, pero los celestes alcanzan nuevamente la clasificación a la Liguilla de Copa Libertadores al culminar en el quinto puesto con 43 unidades. Con el bagaje dado en la Liguilla de 1978, los rancagüinos deberán medirse nuevamente ante Unión Española y Everton, más Universidad de Chile. En el duelo inaugural, celestes y azules empatan a un tanto (Juvenal Vargas para O'Higgins y autogol de René Valenzuela para los capitalinos). En la segunda fecha, los rancagüinos vencen a Unión Española por cuatro tantos contra dos, con conquistas de Sergio Ahumada, Miguel Ángel Neira y un doblete de Juvenal Vargas. El 30 de diciembre se disputa la tercera fecha, cuando el equipo de Orlando Aravena logra otro triunfo sobre Cobreloa por dos a uno, con goles de Eduardo Lima de penal y Juvenal Vargas. Con dos triunfos y un empate, O'Higgins y la ‘U’ deben disputar un partido de definición que se programa para el viernes 4 de enero en el Estadio Nacional ante 47.072 espectadores. Otra jornada de ensueño en la mente colectiva del hincha rancagüino. Para esta final, Orlando Aravena decide ingresar con Miguel Ángel Leyes en el arco, Luis Droguett, Santiago Gatíca, René Valenzuela y René Serrano, en la defensa; Eduardo Bonvallet, Waldo Quiroz y Miguel Ángel Neira, como mediocampistas; Sergio Ahumada (85’ Rogelio Farías), Juvenal Vargas y Eduardo Lima, en delantera.

## Temporadas de los 90' y el regreso a los torneos internacionales
El comienzo de la década de los 90’ encuentra a Club Deportivo O'Higgins en un interesante pie institucional. Nelson Acosta se afianza como técnico del equipo y es, probablemente, la etapa de mayor notoriedad tras el recordado equipo de Copa Libertadores de América. En el plano futbolístico, el equipo debe reemplazar la partida de Sergio Merlini, y para ello llega a Rancagua un experimentado volante argentino, su nombre: Roque Alfaro. El futbolista tenía un curriculum envidiable ya que había sido campeón en Argentina con Newell’s Old Boys y River Plate, además tenía el mérito de haber sido seleccionado argentino en plena monarquía de Diego Maradona. La presencia de Alfaro inmediatamente se hace notar en la cancha y se inicia un romance con la hinchada que hasta hoy perdura. Los atributos de Alfaro no eran solo su técnica y su buena pegada, sino que el despliegue físico que el ‘10’ imponía en cada juego.
Ciertamente que la ausencia en el equipo no se resintió. Además el ‘Tunga’ González tuvo una campaña tremenda, marcando 26 goles en el año. A este plantel se incorporó Ronald Baroni, proveniente de Deportes Concepción, Daniel Fuentes, Luis Casanova y David Gómez de Fernández Vial, además de los atacantes Eric Lecaros y el paraguayo Julián Lugo. En el torneo de Apertura, el equipo muestra un rendimiento sobresaliente, llegando a semifinales del torneo cayendo ante Colo-Colo. Mientras que en la definición por el tercer lugar vence a Unión Española por 4 goles a 2 con goles de Aníbal González (2), Juan Reyes y autogol de Juan González. El torneo oficial es positivo, el equipo remata en el cuarto lugar de la tabla de posiciones con 35 puntos. En la campaña destaca la victoria sobre Colo-Colo en el Estadio El Teniente con gol del ‘Tunga’ González y una estrepitosa derrota de 6 a 0 ante Unión Española. De todos modos el equipo clasifica directamente a la liguilla de Copa Libertadores de América.
En el minitorneo parte de manera triunfal venciendo a Unión Española por la cuenta mínima (Baroni), mientras que en el segundo juego cae por 3 a 0 ante Concepción. En la definición de la liguilla exhibe uno de los partidos más recordados de los hinchas celestes ante Universidad Católica, ya que iguala el partido a dos goles, pero la noche de Roque Alfaro quedó escrita en la historia al marcar las dos conquistas, especialmente la segunda que fue un gol de media cancha al portero Toledo. Los celestes no clasifican y Concepción gana la liguilla.
Nelson Acosta se mantiene en la banca del club para el año 1991, aunque debe lamentar la partida de Gabriel Mendoza, quien emigra a Colo-Colo, y Aníbal González (Unión Española). Tampoco siguen Juan Reyes, Erick Lecaros y el paraguayo Julián Lugo. Para el reemplazo del ‘Tunga’, llega Carlos Gustavo de Luca, importante goleador proveniente de Deportes La Serena. Mientras Jorge Gómez sustituye con propiedad la plaza que deja Mendoza y llegan en parte de la transacción Guillermo Carreño y Malcom Moyano. Igualmente arriban Claudio Figueroa, Leonel Pedreros y Martín ‘Tincho’ Gálvez. La Copa Chile del 91’ es auspiciosa. Los celestes llegan a semifinales y son eliminados por Cobreloa (2 a 1 en Rancagua y caída de 5 a 1 en Calama). De Luca comienza a marcar su presencia con 12 goles en 16 partidos. En el campeonato Oficial, el equipo tiene una campaña con pasajes muy relevantes y remata en una meritoria cuarta ubicación con 37 unidades. Así obtiene la clasificación a la Pre-Liguilla Copa Libertadores de América. En esta etapa se enfrenta a Universidad Católica, venciendo en Rancagua por uno a cero (Gol de De Luca), en la revancha iguala a un tanto en San Carlos de Apoquindo.
En la fase final de la liguilla parte con el pie derecho al vencer a Deportes Antofagasta por la cuenta mínima, en el segundo partido empata con Deportes Concepción a un tanto (Ronald Baroni) y en el partido decisivo termina cayendo de forma muy polémica ante Universidad Católica por dos goles a cero, juego en el cual son expulsados Nelson Tapia y Carlos Gustavo De Luca. En el caso de haber ganado este partido, el cuadro habría clasificado a Copa Libertadores, sin embargo queda en la retina el rendimiento de un conjunto que tenía valores muy destacados como Nelson Tapia, Mauro Meléndez, Norberto Retamar, Fernando Cornejo y Carlos Gustavo de Luca.
Una salida muy controvertida tiene Nelson Acosta para abandonar la banca a comienzos del año 1992. En ese momento y tras un desfile de nombres, la directiva que encabeza Juan Romero designa a Germán Cornejo como el nuevo entrenador, quien luego de una década, regresa a dirigir a la Celeste. En cuanto al plantel, Cornejo mantiene gran parte de los integrantes del 91, aunque abandonan Ronald Baroni, Martín Gálvez, Fernando Cornejo, Norberto Retamar y Claudio Figueroa. Para el reemplazo llegan Miguel Ardiman, Francisco Hörmann, Luis Ceballos, Juvenal Olmos y Eric Lecaros. Para la Copa Chile del 1992 arriban los delanteros uruguayos Carlos De Lima y Carlos María Morales, quienes no continúan en el cuadro para el torneo Oficial, aunque después Morales tiene campañas sobresalientes en Deportes Temuco, Unión Española y el fútbol mexicano. Pese a un comienzo regular en la Copa Chile, los resultados de Cornejo son negativos en el torneo oficial y su presencia en el banco solo dura hasta la cuarta fecha, cuando se cae en casa ante Cobresal por 2 a 1, tras cosechar solo un punto.

## Pellegrini toma la dirección del equipo

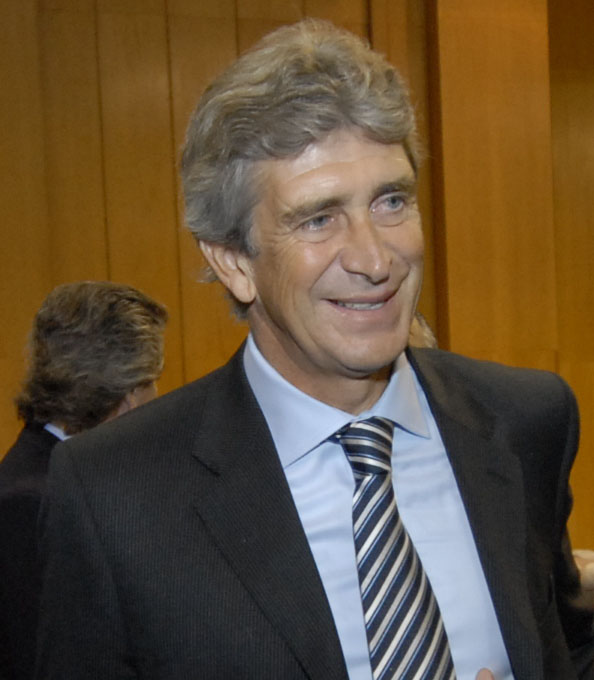
Manuel Pellegrini fue el entrenador del equipo en sus temporadas de 1992 y 1993.

El equipo lo toma Manuel Pellegrini, quien pese a tener un descenso con Universidad de Chile, provenía de aceptables campañas desde Palestino. La mano del entrenador es notoria y el cuadro comienza una interesante rehabilitación que concluye con un sexto lugar en la tabla general y la clasificación para la Preliguilla de Copa Libertadores de América. Otra victoria sobre a Colo-Colo en Rancagua (gol de Francisco Ugarte) y un 2 a 0 sobre la Universidad de Chile son partidos que aún se recuerdan de esa temporada, en donde Carlos Gustavo de Luca anotó 20 goles y estuvo a cuatro de Aníbal González, goleador del certamen.
En la liguilla, los celestes se midieron a Universidad Católica, en Rancagua los cruzados aseguraron la clasificación con un amplio 6 a 3 (dos de De Luca y Hugo Brizuela), mientras que en San Carlos, O'Higgins ganó por la mínima (Hugo Brizuela), pero no alcanzó para avanzar. De todos modos, la excelente campaña del año anterior, entregó a la institución la clasificación a la naciente Copa Conmebol de 1992, instancia internacional que continuaba en el segundo semestre luego de Copa Libertadores de América. El rival en primera ronda fue Gimnasia y Esgrima de La Plata. Igualdad 0 a 0 en Rancagua y derrota de 2 a 0 en La Plata. Debut y despedida.
Para el año 1993, continúa Manuel Pellegrini en el banco, quien debe afrontar la partida de Nelson Tapia, Daniel Fuentes, Roque Alfaro, Hugo Brizuela y Francisco Ugarte, además cede a Mauro Meléndez a Everton, en calidad de préstamo. No obstante se refuerza con los argentinos Juan Alvariño y Ariel Bravo, provenientes de Palestino y el arquero Walter Cordero. Asimismo comienza el despunte de un zurdo con muy buenas condiciones: Jaime Riveros. En la Copa Chile, los celestes tienen solo una campaña regular y no logran disputar la fase final del certamen, con solo un 54% de rendimiento. Carlos Gustavo de Luca marca 8 goles y en los resultados destacados, una victoria de 5 a 1 sobre Universidad Católica en San Carlos de Apoquindo. En el desarrollo del campeonato oficial, comienzan problemas de relación con el técnico quien agobiado por la falta de respaldo de la dirigencia de entonces, dimite al cargo en la fecha 26º. El equipo lo asume Germán Medina quien mantiene el rendimiento y logra clasificar a la Pre-Liguilla Copa Libertadores de América. En el comienzo de la serie, corresponde enfrentar a Cobreloa, y allí el equipo sorprende en Calama con una victoria de 2 goles a 1 (Wilson Rojasy Riveros), situación que auguraba una probable definición exitosa en Rancagua. Incluso, el partido de vuelta parte de forma ideal con gol de Malcom Moyano, sin embargo, en el segundo lapso los loínos sorprenden y terminan ganando el juego por 3 a 1, eliminando a los rancagüinos del certamen. De Luca y Moyano marcan 8 goles y se transforman en goleadores del equipo.
En el año 1994, la dirigencia del club contrata a Roberto Hernández como entrenador. El exzaguero de los celestes en la década de los 70, llegaba nuevamente a Rancagua, esta vez como técnico tras una meritoria campaña en Deportes La Serena. Precisamente desde el cuadro nortino acompañan al DT el arquero Roberto Rojas, y los defensores Danilo Chacón y Eduardo Soto. Otros nombres que arriban este año fueron Jorge Manuel Díaz (argentino), Mauricio Illesca (Universidad de Chile), Arturo Palma (Deportes Osorno), Hugo Brizuela (Unión Española). Asimismo regresó Mauro Meléndez desde su préstamo en Everton, y Jaime Riveros desde Deportes Santa Cruz.
De inmediato el equipo comienza a cuajar a la perfección, además Hernández encuentra en los jóvenes de la cantera a futbolistas que le cumplen satisfactoriamente: Clarence Acuña, Moisés Ávila y Rodrigo Pérez. Igualmente, sorprende la velocidad de Malcom Moyano, quien se constituye en el goleador del conjunto.
La Copa Chile fue magnífica. Tras una primera fase sin sobresaltos, los celestes llegan a semifinales y enfrentan a Universidad de Chile, a la cual elimina tras un empate a tres goles en el Estadio El Teniente y una victoria sobre la hora en el Estadio Nacional (gol de Eduardo Soto). De este modo, llegan a la final para enfrentar a Colo-Colo en partido único en el Estadio Nacional. El partido terminó igualado a un gol en los noventa minutos de partido (gol de Joel Molina), lo que obligó llevar la definición a la ronda de penales. En la ronda de los 11 metros, los albos ganaron el título por 3 a 2.
Con el rodaje del equipo, el torneo Oficial fue muy aceptable también, ya que terminó tercero en la tabla general (39 puntos), luego de la Universidad de Chile (49) y Universidad Católica (48). En la liguilla de Copa Libertadores, el primer partido ante Colo-Colo fue empate a dos goles (Jaime Riveros y Jorge Díaz), en el segundo se cayó estrepitosamente por 4 a 1 con Cobreloa (Jaime Riveros) y en el último se igualó con la UC, 3 a 3 (Brizuela y dos penales de Mauro Meléndez). Pese al interés de clubes capitalinos en los servicios del técnico Roberto Hernández, la dirigencia confirma en el cargo al entrenador con la convicción de lograr un objetivo más alto en la temporada 1995. Para ello, el plantel se refuerza con el argentino Claudio Borghi, Christián Torres y José Ortega, además de los retornos de Cristian Trejos y Jorge ‘Choche’ Gómez, sin embargo, pierde a dos puntales del equipo: Jaime Riveros y Malcom Moyano.
No obstante el mejoramiento que tiene la planilla, los resultados esperados no logran concretarse y el equipo solo remata en un sexto lugar, y ni siquiera llega con opciones de clasificar a la liguilla por el subcampeonato. Hugo Brizuela es goleador en la temporada con 13 conquistas. Como aspecto positivo, logran la consolidación los jugadores que provenían del fútbol menor (Clarence Acuña, Pérez y Ávila) y la inclusión de juveniles que pronto darían que hablar (Roberto González, Mario Núñez, Alejandro Tobar y Darío Gálvez). Para muchos, en esta temporada se acabó la bonanza económica del club y a partir de este año comienza a incubarse los problemas económicos que golpearán fuerte al club en los años siguientes.

## Descenso a la Segunda División
En el año 1996 se escenifica el cuarto descenso de los celestes a la segunda división. La partida de Roberto Hernández, obliga a la dirigencia de Alex Acosta a buscar un sustituto y qué mejor que un histórico: Roque Alfaro, quien por eses años hacía sus primeras armas como entrenador. El equipo tendría un alto porcentaje de jugadores provenientes de la cantera del club, apoyado en jugadores que en posiciones estratégicas apoyarían esta apuesta. Para muchos, fue en este segundo punto en donde se falló, precisamente en los jugadores que escogió Alfaro para apoyar a la fuerza de los jóvenes. El rosarino trajo a tres viejos conocidos, el primero fue Gerardo ‘Tata’ Martino un futbolista connotado en el Newell’s Old Boys de Marcelo Bielsa y subcampeón de América. El segundo fue Ariel Cozzoni, un sempiterno goleador argentino, que no se encontraba en el mejor punto físico y que en su paso por el club solo se recuerda un golazo a Deportes Concepción en el Apertura. Finalmente, se vería el regreso al club del trasandino Pedro Norberto Retamar. Del resto, muy poco para destacar, entre ellos llegaron Leopoldo Arancibia, José Vega, Sergio González (goleador de un reciente torneo amateur) y José Chávez. Un torneo de Apertura, con una sola victoria, marca el comienzo de la era Alfaro. Para el torneo oficial se incorpora el delantero argentino Roque Burella, quien a la postre se convertiría en el goleador del equipo en el torneo, con 9 conquistas. Las primeras fechas del torneo solo recuerdan una espectacular victoria sobre Universidad de Chile por 4 goles a 1 en el Estadio El Teniente, con vistosa actuación de Gerardo Martino. Una derrota en la octava fecha ante Audax Italiano en el Estadio El Teniente marca la salida del entrenador, por los magros resultados. En ese entonces, el club opta por Jorge Socias, flamante campeón con Universidad de Chile las temporadas 94 y 95. Para no ser menos, ‘Lulo’ solicita a los dirigentes la renovación de jugadores en el plantel, llegando los argentinos Walter Paz y Fernando Calcaterra, además de los nacionales Carlos Poblete, Jaime Torres, Walter Mella y Claudio Villán. Pese a todo lo previsto, el nuevo técnico y jugadores no logran revertir la campaña y los celestes caen sin grandes oposiciones al ascenso. El cuadro culmina en el último lugar de la tabla (16º) con tan solo 22 puntos, con un rendimiento del 24%.

## La era de José Sulantay

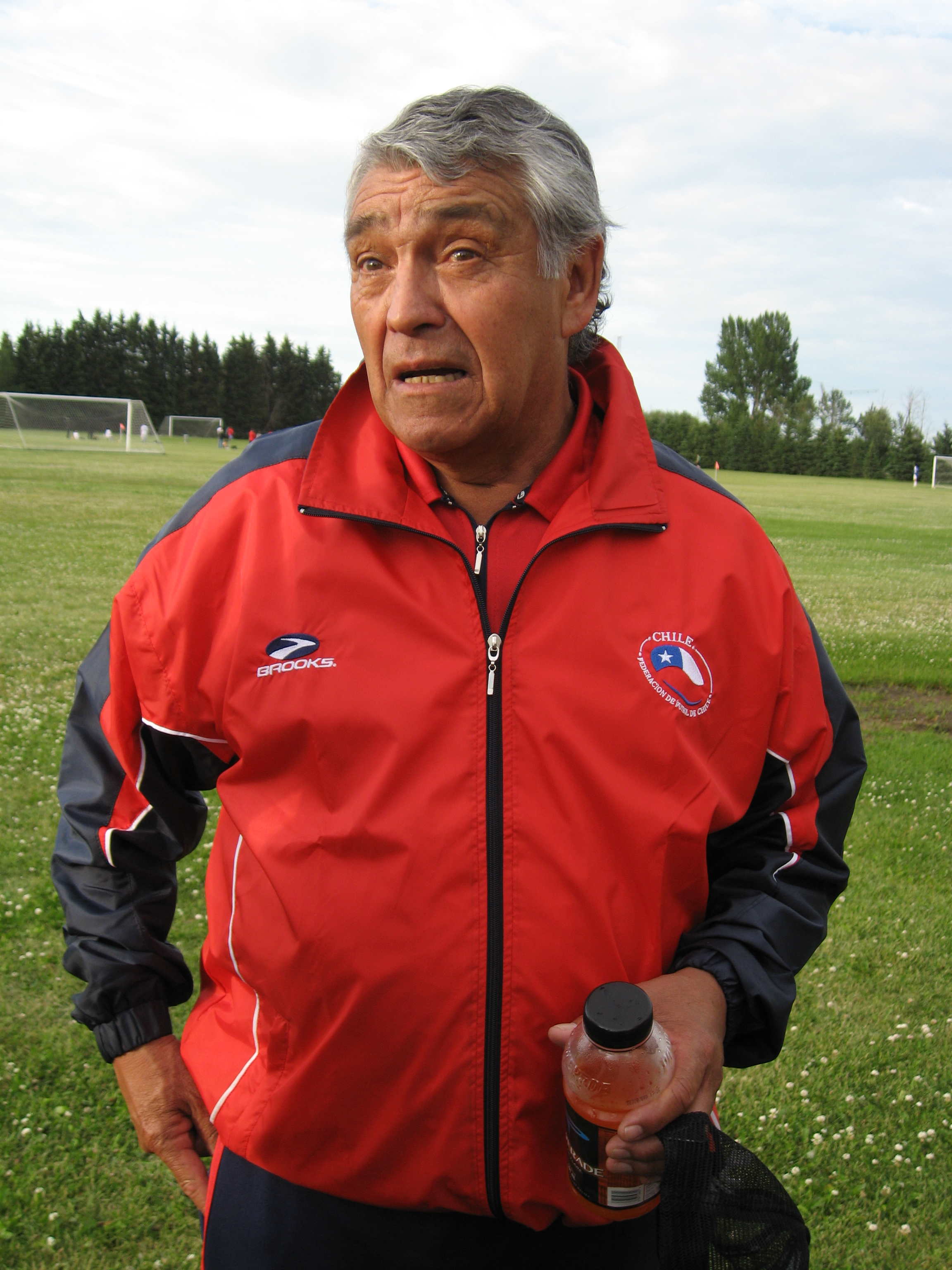
José Sulantay entrenador del equipo en la temporada 1997.

El adiestrador solicita una importante cantidad de refuerzos para afrontar la temporada: Johnny Pérez, Nibaldo Rubio, Fernando Pérez, Fernando Muñoz, Guillermo Pulgar, Adrián Taffarel (argentino), Adolfo Esparza, Alejandro Bernal (quien sería el goleador del equipo), Jaime Silva, Rodrigo López, Richard Álvarez (uruguayo) y desde Universidad de Chile llegan Edgardo Julio y por la venta de Clarence Acuña, arriban David Reyes, Juan Silva y Daniel Pérez. El conjunto tiene un arranque prometedor en el Torneo de Apertura de la Primera B, ganando las primeras fechas del torneo, sin embargo a poco andar los resultados se revierten y el técnico renuncia al cargo. Los últimos compromisos los dirige Germán Medina y el equipo termina en el cuarto lugar de la tabla.

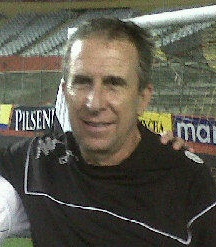
Gerardo Pelusso llegó desde Deportes Iquique a la dirección técnica del club.

Para el torneo de Clausura del 97, la apuesta se realiza con el uruguayo Gerardo Pelusso, quien llega precedido de una interesante actuación en Deportes Iquique. El técnico refuerza el equipo con el goleador Enrique Ferraro y el volante Henry Hömann, quienes le dan una renovación a la escuadra. O'Higgins pelea el torneo hasta las últimas fechas del y termina perdiendo el ascenso y rematando en el tercer lugar de la tabla. La institución no logra recuperar la categoría de honor inmediatamente, como era el proyecto dirigencial.

## Serrano regresa a las arcas del club
Los recursos y condiciones del año 97, variaron ostensiblemente para la temporada 1998. Una conflictiva partida de Gerardo Pelusso a Everton obliga a los regentes de la época a confiar al equipo al destacado lateral izquierdo del equipo en Copa Libertadores y técnico de las Divisiones menores: René Serrano. Con poca billetera para contratar, Serrano incorpora a los jóvenes valores provenientes de Atacama: Mauricio Torrico y el defensor José Contreras, quienes se suman al arquero argentino Julio Armentia, al zaguero Luis Núñez y el experimentado atacante paraguayo Rolando Azás. Todos estos refuerzos, se conjugan con la savia nueva del club: Roberto González, Pedro Rivera, Iván Sepúlveda, Darío Gálvez, Danilo Miranda, Alejandro Tobar, Mauricio Dinamarca, Mario Núñez y Jaime González, entre otros. El club es presidido por otro exjugador, Omar Pozo quien deberá lidiar con los conflictos económicos que acechan a la institución. En más de alguna oportunidad, el equipo amenaza con no jugar, mientras no se saldaran las deudas en remuneraciones, lo que implica el involucramiento de las autoridades políticas y la comunidad en general. Sin embargo, en la cancha el equipo era una verdadera maquinita. Funcionaba de memoria y tenía una gran contundencia ofensiva. Los hinchas no olvidarán con facilidad aquella noche de octubre, cuando el Estadio El Teniente se repleta con 19 mil almas para el partido contra el líder Cobresal. El novel equipo vence por uno a cero con anotación de Jaime González. En adelante, el equipo toma el ritmo y logra llegar a la última fecha del certamen con la clara opción de ascender: al frente Deportes Ovalle. Tras un comienzo plagado de nervios, el once celeste llega a la victoria con tantos de Rolando Azás y Mario Núñez, quedando en la historia este puñado de jóvenes que lograron el retorno que un plantel más oneroso como el anterior no había logrado.

## El regreso a la división de honor
El primer año en Primera División, tras el heroico ascenso del 98 mostró los dos extremos de una campaña. Serrano es confirmado en la banca y los refuerzos no abundan en el equipo, es más, no continuaron en el cuadro puntos altos como Mauricio Torrico y José Contreras. Se incorpora el argentino Federico Hervera, y los nacionales Carlos Vega, Héctor Sola, Sergio Villegas. Las primeras fechas del conjunto son francamente nefastas, y en las primeras 18 fechas del torneo se registran resultados como la derrota ante Cobreloa por 6 a 0 en Calama, ante Cobresal por 4 a 0, además de Colo-Colo, Universidad de Chile y Universidad Católica en Rancagua. El panorama cambia radicalmente tras el receso gracias a la incorporación del defensa central paraguayo Toribio Caballero, el volante Roberto Torres y el retorno de Moisés Ávila. Una emocionante victoria sobre Cobreloa por 2 a 1 marca el despegue del equipo y el comienzo de una campaña que estuvo muy cerca de clasificar a los celestes a la pelea por el campeonato. Pese a que esto no ocurrió, el equipo muestra una dupla ofensiva que marcó historia, ya que Mario Núñez se consagró como goleador del torneo con 34 conquistas y su compañero Jaime González convirtió 23. Ambos partirían a final de esa temporada, Mario Núñez a la UC y González es vendido al Bari de Italia, en una transferencia récord para el club. Dentro de los hitos de esta campaña se destaca la reconversión que efectúa Serrano al delantero Rolando Azás a la posición de defensor, cumpliendo satisfactoriamente. Como tampoco los hinchas olvidan el espectacular 5 a 4 frente a Universidad de Chile en el Estadio Nacional. Para muchos, el partido de la década.

## Cambio de Siglo y el descenso
A comienzos de la temporada del año 2000, se producen divergencias con René Serrano que culminan en su remoción como entrenador del equipo. Es allí cuando la dirigencia le entrega a otro técnico proveniente de las divisiones menores y ex destacado jugador del club, (Eduardo ‘Paco’ Salas), la conducción del cuadro profesional. La presencia de Salas en la banca se extiende hasta la séptima fecha, cuando deja al equipo debido a que se estaba buscando un técnico con experiencia para evitar un posible descenso del club, y a pesar de no llevar una mala campaña e incluso deja el equipo luego de una victoria sobre Cobreloa (2 a 1). En ese entonces, llega a Rancagua un técnico con experiencia para salvar a equipos complicados con el descenso. Se trata de Guillermo Páez, quien precisamente logra alejar a los celestes del fantasma. El zurdo Mauricio Dinamarca se eleva como la figura y goleador de este equipo (11 celebraciones). También destacan dentro de este plantel, los nombres de Luis ‘Tati’ Medina, José Carrasco, Darío Gálvez, el paraguayo Alcidio Fleitas y el atacante Ricardo Viveros.
todo año de descenso, la realidad del club en la temporada 2001 fue francamente nefasta. La dirigencia confirma a Guillermo Páez en la banca celeste y la renovación del plantel mostraba como principal valor el retorno del argentino Jorge Díaz, quien acusó una grave lesión antes del comienzo del certamen. El equipo partió con el pie izquierdo, con sendas derrotas ante Santiago Wanderers (0 a 5 en Rancagua) y Unión San Felipe (1 a 5 como visita), situación que deriva en la renuncia de Páez. Desde las divisiones menores se designa a Joel Retamal, como entrenador interino, quien obtiene resultados dispares. Tras el fallido arribo de una dupla argentina, la dirigencia del club le entrega el plantel al exfutbolista Rubén Espinoza, quien jamás logra enmendar el rumbo del equipo y agudiza aún más la debacle del conjunto. Con la salida de Espinoza, el buque se le entrega a otro técnico de casa, el otrora lateral derecho del equipo de Copa Libertadores: Luis Droguett. Éste le da un nuevo aire al cuadro (con victoria sobre Colo-Colo incluida), sin embargo, no puede impedir el descenso, aunque la salvación la pelea hasta el último partido (derrota por 2 a 0 ante Cobreloa en Calama) O'Higgins termina 15º y cae a la Primera B. Entre lesiones, el paraguayo Alcidio Fleitas se consagra goleador del equipo con 8 conquistas. El golpe que significó descender a la Primera B se sintió fuerte en el presupuesto del plantel para la temporada 2002. La directiva de entonces confirma a Luis Droguett en la banca del equipo. Pese a los esfuerzos, el equipo solo remata en el quinto lugar, muy lejos de los cupos del ascenso. Rodrigo Latorre es el goleador con 9 conquistas en la temporada. Puntales de este equipo son Pedro Rivera, Eliecer Brizuela, Cristián Gálvez, Manuel Alarcón, Danilo Miranda y Luis Medina. Además, es el último año como profesional del goleador histórico de ‘la celeste’, Aníbal ‘Tunga’ González, quien convierte su último gol a Lota Schwager en Estadio El Teniente.

## Años difíciles y los problemas económicos
La temporada del 2003 presenta nuevamente a Eduardo Salas a cargo de la conducción del equipo en la serie ‘B’, ahora con más experiencia para dirigir al plantel de honor y pese a las intenciones de retornar prontamente a la Primera A, los problemas económicos fueron evidentes en la institución. Ese año el equipo se conforma prácticamente solo con hombres de la cantera celeste, con excepción del atacante Luis Flores Abarca quien provenía de Palestino. Al final de esa campaña los celestes terminan ubicados en la cuarta posición del campeonato, sin opciones de alcanzar el ascenso. En esta campaña destacan los nombres de Claudio Videla (que marcó 23 goles), Roberto González, Pablo Montero, Christian Camilo, Luis Mori, Marcelo Lucero, Manuel Alarcón, Felipe Soto, Danilo Miranda, Rodrigo Ramírez, Miguel Saavedra y Marco Rodríguez, entre otros. La temporada 2004, se inicia una vez más con Eduardo Salas como director técnico y al equipo arriban jugadores como el arquero argentino Waldemar Méndez, el experimentado Jorge Gómez, Mario Núñez, el paraguayo Carlos Pérez, Marcos González, Alex Donoso, Moisés Ávila, Andrés Bayas y el argentino Javier Donato. Nuevamente el joven Claudio Videla es el goleador del equipo con 18 goles en la temporada. Pese a un comienzo prometedor, a poco andar las cosas se complican para el equipo. Así una derrota en la 19º fecha ante Santiago Morning significa la salida del director técnico; a pesar de que con Salas el equipo siempre peleaba en los primeros lugares, no se conseguía el ascenso, entonces ocurrió la llegada del paraguayo Sergio Nichiporuk como entrenador de los celestes. Pese a participar en la liguilla por el ascenso a Primera A, la oncena pierde chances al caer ante Deportes Concepción y Deportes Copiapó, como visitantes, y no poder doblegar a Naval de Talcahuano, Deportes Melipilla y Unión La Calera, como local. El 2004, será entonces otro año en la Primera B.

## "Silva" y la noche soñada en Melipilla
En el año 2005 se apuesta en la banca por el exarquero profesional Nelson Cossio, quien venía de una meritoria campaña en Naval de Talcahuano como entrenador del equipo. Al plantel ingresan jugadores como Marcelo Jara, Francisco Michea, Enzo Cerna, Jonathan Novoa, Luis Flores Abarca, Víctor Fuentes, Baltazar Astorga, Ángelo Merello y el paraguayo Hugo Brizuela.
Pese a la capacidad goleadora que demuestra Mario Núñez, el equipo no convence del todo y comienza a alejarse de las opciones de ascender luego de seis fechas sin ganar. Tras una igualdad ante Deportes Copiapó en Rancagua, Cossio renuncia a la banca, bajo una tirante relación con la hinchada.
El equipo lo asume el técnico Gerardo Silva quien muestra un acabado conocimiento de la serie. Con modificaciones en la forma de juego, Silva logra situar al equipo en la liguilla de promoción, la cual se jugará en partidos de ida y vuelta ante Deportes Melipilla.
En el primer partido, disputado en Rancagua O'Higgins venció por la cuenta mínima (gol de Mario Núñez de lanzamiento penal), mientras que en la vuelta, el partido terminó igualado 3 a 3 (Luis Flores Manzor en dos ocasiones y Marcelo Lucero). La jornada vivida aquella noche, está dentro de las más felices del pueblo celeste en la última década.

## Abumohor, Sociedad Anónima y la pelea por el campeonato
Mientras en la cancha se lograba el ansiado retorno luego de cuatro años en el ascenso, ese mismo año, la situación financiera del club no tenía retorno y la noche del día 26 de agosto de 2005, la Asamblea de Socios del club acepta la oferta del grupo económico encabezado por Ricardo Abumohor para convertir a O'Higgins en Sociedad Anónima y hacerse cargo de los activos y pasivos de la institución.
El éxito conseguido con el ascenso motiva a las nuevas autoridades del club para conformar un equipo competitivo en la división mayor. Para ello, se contratan a jugadores con trayectoria en la primera división, todos a cargo de Óscar Meneses.
A este cuadro se incorporan los jugadores Joel Soto, Marco Olea, César Henríquez, Marco Millape, además de los extranjeros Mariano Messera y Diego Guidi (argentinos), Alejandro Acosta y Adrián Berbia (uruguayos).
El cuadro no logra armarse en las primeras fechas del torneo de Apertura de 2006, y en la quinta fecha, Óscar Meneses es cesado de su cargo, siendo reemplazado por el experimentado Jorge Garcés, quien logra enmendar el rumbo del equipo e incluso lo sitúa en un repechaje para clasificar a Play Off, opción que pierde al igualar con Universidad Católica en San Carlos de Apoquindo.
Joel Soto se constituye en el goleador del equipo con 9 tantos y jugadores de casa como Héctor Barra y Carlos Herrera, destacan en la campaña.

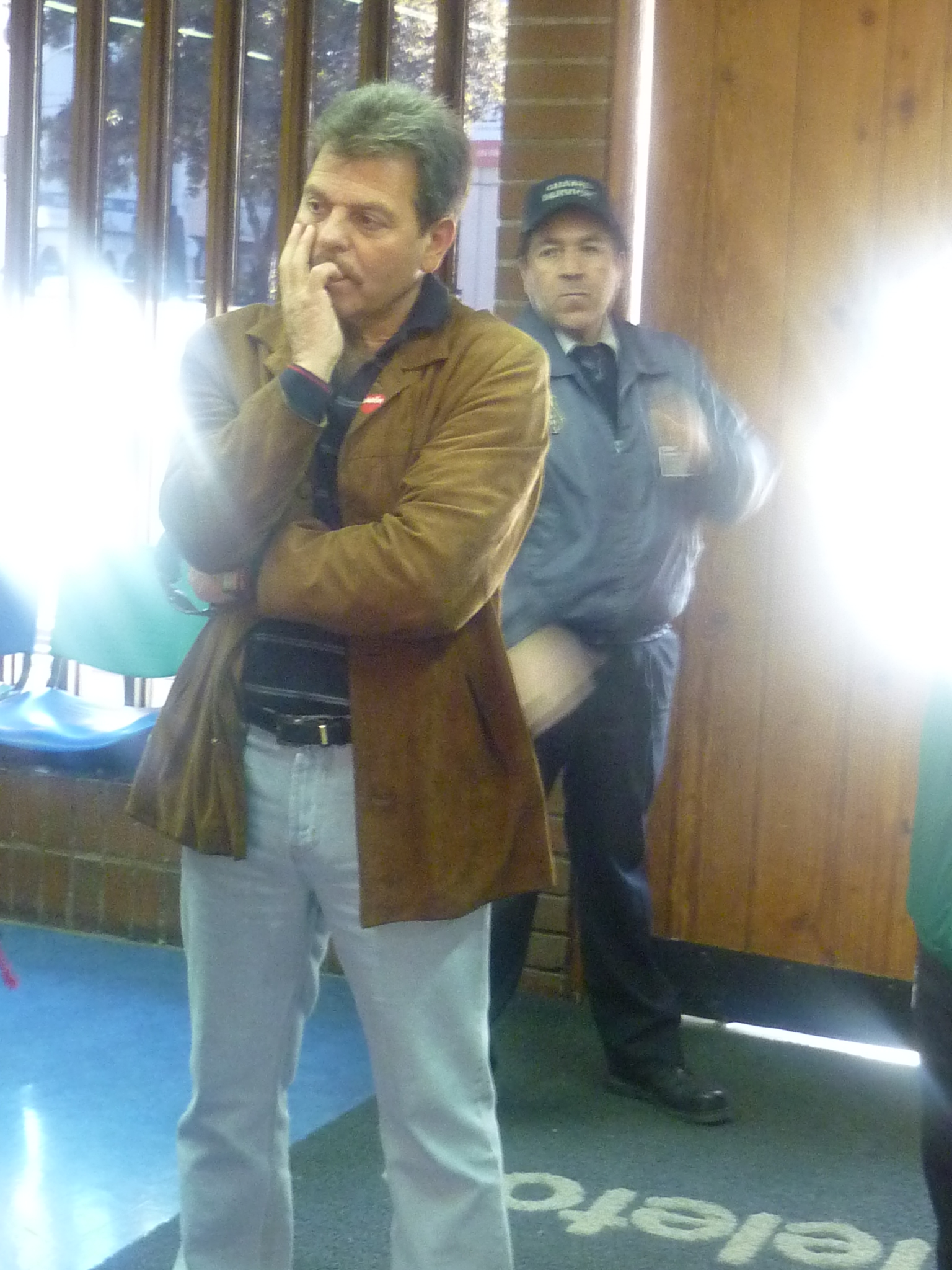
Jorge Garcés técnico en la temporada 2006-2007

Para el torneo de Clausura 2006, el equipo se refuerza rotundamente con las contrataciones de Cristián Canío, Daniel González, Fernando Meneses, el argentino Nicolás Diez y el venezolano Giancarlo Maldonado.
El plantel desarrolla un campeonato muy regular y pelea hasta las últimas instancias ganar la fase regular, la que lamentablemente pierde frente a Cobreloa y termina el campeonato en el segundo puesto.
En Play Off, primero se enfrenta a Coquimbo Unido al cual elimina (0 a 0 en Coquimbo y 2 a 1 en Rancagua). El partido en El Teniente fue electrizante, primero marcaron los ‘piratas’ y en una reacción fantástica, Daniel González y Giancarlo Maldonado desataron la locura en el mundialista.

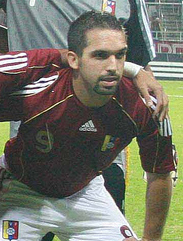
Giancarlo Maldonado seleccionado venezolano y goleador del club en la temporada.

En semifinales, el rival fue Audax Italiano. Una gran actuación del volante audino Carlos Villanueva Rolland, le dio la victoria a los locales en el duelo de ida por 4 goles a 1, mientras tanto en Rancagua, los celestes vencen por 4 a 2, pero la jornada estuvo marcada por los errores referiles del juez Rubén Selman, quien anula un gol legítimo de Olea en los minutos finales.
Tras la promisoria campaña del 2006, se inicia la conformación del plantel para el Torneo de Apertura 2007, aparecen los nombres de Miguel Aceval, Luis Oyarzún, Felipe Flores, Hans Gómez, Carlos Tejas, Adrián Rojas y los extranjeros Herly Alcázar (colombiano) y Alan Sánchez (argentino).
En este torneo se registra la peor campaña de Jorge Garcés al mando de la dirección técnica del equipo, pues resulta 10º con 27 puntos. Sufre derrotas elocuentes ante Colo-Colo en Santiago (2 a 6) y Universidad Católica (1 a 4). Sin embargo, destaca el triunfo sobre Universidad de Chile con gol del venezolano Giancarlo Maldonado, a la postre, goleador del equipo con 8 conquistas.
El propio Maldonado es la principal baja para el campeonato de Clausura de ese año (el futbolista deja O’Higgins para jugar en el Atlante mexicano). Llega el volante uruguayo Daniel Pereira y los delanteros bolivianos Milton Coimbra y José Alfredo Castillo. Estos sumados a los nacionales Benjamín Ruiz y Fernando López.
En este torneo emerge con claridad la figura de Daniel González, quien con sus goles (9), lleva a los celestes nuevamente a Play Off. Sin embargo, en la primera fase se enfrentan a Colo-Colo. En Rancagua se vive una jornada negra, tras un primer tiempo con muchas opciones y un penal perdido por Flores, el forastero demuestra su mayor oficio marcándole 5 goles en la segunda etapa.
La vuelta es solo un saludo a la bandera, pero el equipo no desentona y logra una igualdad a 1 (Hans Gómez). El equipo queda eliminado en cuartos de final.

## La llegada del "Discípulo de Bielsa"
En el año 2008, tras la salida de Jorge Garcés, llega a O’Higgins el entrenador argentino Jorge Sampaoli, quien venía precedido de una meritoria campaña en el club Coronel Bolognesi de Perú, incluso con participación en torneos internacionales.
En su arribo se destaca su aceptación al proyecto de desarrollar a los jugadores jóvenes del club y su estilo de juego ofensivo.
Para el torneo de Torneo de Apertura se contrata a los jugadores argentinos Federico Martorell, José Luis Villagra y Javier Ignacio García, Carlos Carmona, Joan Henríquez, Felipe Flores y Marcelo Medina. No obstante, desde las fechas iniciales comienza a destacar Jean Beausejour, quien se convierte en la figura del equipo, actuando como puntero izquierdo.
En el rendimiento del conjunto, destaca la victoria por 3 a 1 sobre Universidad de Chile, y sendos triunfos sobre Deportes La Serena y Provincial Osorno (4 a 1), además de la paridad frente a Colo-Colo en Santiago.
El equipo obtiene un meritorio tercer lugar en la etapa regular (tras Ñublense y Universidad Católica) y en la primera fase de la etapa de Play Off le corresponde como rival la Universidad de Chile.
En el primero de los encuentros, jugado en el Estadio Nacional, los celestes caen por 4 goles a 2, pese a que en algún momento del partido se pusieron en ventaja con goles de Beausejour y Roberto Cáceres. Por su parte, en el partido de vuelta, O’Higgins abre la cuenta con gol de Hans Gómez, pero en el segundo lapso, los azules marcan la diferencia con goles de Manuel Villalobos y Raúl Estévez. De este modo, el equipo queda eliminado del torneo.

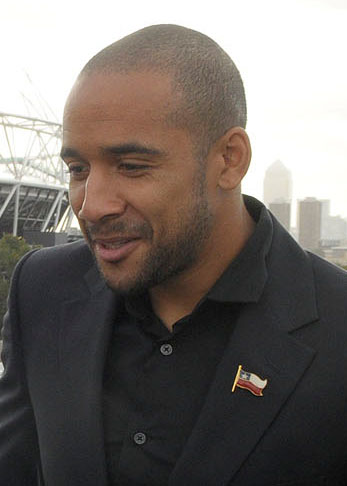
Jean Beausejour figura del equipo el 2008.

Para el campeonato de Torneo Clausura, se agregan los jugadores José Pedro Fuenzalida y Rafael Caroca, provenientes de Colo-Colo, además del delantero paraguayo Néstor Bareiro que llegaba desde Deportes Concepción.
A poco andar, se exporta a la Reggina de Italia al volante Carlos Carmona y esto se resiente en el plano deportivo. El equipo se sumerge en una crisis de ocho partidos sin ganar y las opciones de clasificar a la postemporada se ven remotas.
Sin embargo, gana a Everton, Deportes La Serena, Unión Española y Huachipato, logrando un repunte gracias el aporte del brasileño Ailton Da Silva y los goles que aporta Bareiro (16).
Ya en Play Off, todo hacía presagiar un paso abordable frente a Palestino, no obstante en El Teniente los capitalinos rescatan un meritorio 2 a 2 y en la vuelta, ganan con propiedad por 2 a 1. Así, los celestes quedan al margen de la pelea por el título.
Puntales de esta campaña serán los defensores de casa, Diego Olate, Felipe Rojas y Sebastián Villegas.
Para el Apertura 2009, se renueva a Jorge Sampaoli en la dirección técnica, quien lleva a cabo una profunda transformación en el plantel.
Llegan desde Colo-Colo, Fernando Meneses, Juan Gonzalo Lorca y Cristóbal Jorquera, además de Samuel Teuber (Osorno), Albert Acevedo (Universidad Católica), los argentinos Santiago Gentiletti (Osorno) y Nicolás Rubén Medina (Gimnasia) y los arqueros Jorge Rivera Galindo (Alianza Atlético de Perú) y Andrés Parada (Osorno).
Antes del arranque del campeonato, el meta colombiano Rivera sufre una grave lesión, obligando a la regencia a contratar a un nuevo portero: César Taborda, proveniente de Estudiantes de la Plata.
Pese a todas estas contrataciones, el equipo no logra un rendimiento parejo durante el Apertura, incluso pierde la fortaleza en condición de local, pues solo gana cinco de sus nueve partidos en el mundialista.
Así y todo el equipo clasifica a Play Off, gracias a tres triunfos consecutivos en las últimas jornadas: 5 a 3 sobre Curicó Unido, 2 a 1 en Deportes La Serena y 3 a 2 a Santiago Morning.
Al clasificar en el último cupo le correspondería enfrentar a Unión Española, el mejor equipo de la fase regular. En Rancagua, se disputa un partido muy luchado que finaliza con empate a un tanto (Fernando Meneses).
El duelo de revancha fue un paseo para los hispanos quienes golean por seis tantos a uno (Samuel Teuber). De este modo, nuevamente el equipo se despide del torneo en cuartos de final.
Para el campeonato de Clausura, llegan nuevos jugadores para completar el plantel. Así se agregan Yerson Opazo, Kevin Harbottle, Jaime Grondona, Cristián Suárez, Leonardo Saavedra y Alejandro Vásquez. Pierde a Diego Olate y finzaliza el vínculo con César Taborda.
El equipo debuta con el pie derecho al vencer a Cobresal en el Estadio El Teniente, no obstante se vendría la noche para el equipo tras las derrotas ante Palestino en Rancagua, Rangers en Talca y Universidad de Concepción, situación que deriva en la renuncia de Sampaoli.
La directiva contacta a Gerardo Silva para que asuma la dirección técnica, quien a la vez solicita a Daniel González como refuerzo. Pese a mejorar el rendimiento futbolístico, el equipo no fue capaz de concretar en resultados su calidad.
El once celeste resigna puntos importantísimos como por ejemplo las igualdades ante Colo-Colo y Universidad de Chile, en Rancagua.
De este modo, los celestes finalizan en el 15º lugar con 19 puntos y Juan Gonzalo Lorca finaliza como goleador del equipo con 7 conquistas.

### La era Basay
En el Torneo de Apertura del 2011, con 27 puntos en la tabla de posiciones, O"Higgins logra el quinto lugar, a solo 3 puntos del cuarto, Palestino. En esta campaña, se puede destacar el juego de calidad de visitante de O"Higgins, y un mal desempeño como local. El club clasificaría satisfactoriamente a los cuartos de final, donde se enfrentaría con Palestino. En la ida, en El Teniente, en Rancagua, O"Higgins convierte y abre el marcador con autogol de Rodrigo Riquelme tras un cabezazo del defensor de O"Higgins, Juan Luis González, pero en los descuentos del segundo tiempo, un derechazo del defensor de Palestino, Luis Oyarzún, conocido en O"Higgins, coloca el marcador 1 a 1. En la vuelta, en el Municipal La Cisterna, Guillermo Suárez, Juan Luis González y Enzo Gutiérrez, golean 3 a 0 a Palestino. En las semifinales, O"Higgins se mediría con una poderosa Universidad de Chile. En la ida, en Rancagua, la "U" ganaría 1 a 0 tras el ingreso y gol de Diego Rivarola, y en la vuelta en el Estadio Nacional de Chile, O"Higgins partiría ganando a los 8 minutos con gol de cabeza de Enzo Gutiérrez, pero las cosas se pondrían feas, ya que tras una gran participación de Eduardo Vargas, Gustavo Canales y otros más, Universidad de Chile golearía con categoría al cuadro celeste por 7 goles a 1. En esta temporada el goleador de O"Higgins fue Enzo Gutiérrez con 7 anotaciones, quedando quinto en la tabla de goleadores. El esquema planteado por Ivo Basay sería así: Luis Marín en portería, línea de 4 defensiva, conformada por Mauricio Arias, Cristián Oviedo, Diego Olate o Juan Luis González y Yerson Opazo. En el mediocampo, dos mediocampistas de quite, Fernando Emmanuel De la Fuente e Iván Vásquez, y uno de creación, Boris Sagredo o Luis Núñez, dejando en delantera a Juan Gonzalo Lorca, Guillermo Suárez y Enzo Gutiérrez.
En el torneo de Clausura, en 2011, O"Higgins presenta gran variedad de refuerzos para esta temporada, incorporando a Miguel Ángel González, Sebastián Pinto, Ezequiel Lazo y Nicolás Larrondo. Sin embargo pocas fechas durarían Basay y su ayudante Daniel Morón, ya que tras la despedida de Américo Rubén Gallego de la banca de Colo-Colo, serían la primera opción para reemplazar al ex-entrenador albo. Tras varios incidentes por parte de la directiva de O'Higgins, Blanco y Negro S.A. y la ANFP, Basay asumiría como entrenador en el elenco albo. Por lo tanto, permaneció como entrenador de O'Higgins Cristián Arán, el cual estaba asumiendo como entrenador de las inferiores del club celeste, hasta el 20 de septiembre de 2011, cuando asumió en el cargo José Cantillana. La gestión de Cantillana bajo la dirección técnica fue pobre en cuanto a logros obtenidos y el equipo no clasificar a los "Play Offs" del torneo de Clausura 2011 quedándose en el puesto 16º de la tabla del Clausura y 10° en la tabla general. Sebastián Pinto se transforma en el goleador del equipo
con 13 dianas.

### La era Berizzo, y Subcampeonato
Con el equipo eliminado de la fase de playoffs del Torneo de Clausura 2011, la dirigencia anuncia la llegada del técnico Eduardo Berizzo para afrontar el 2012. El O'Higgins de Eduardo Berizzo asume bajas importantes como la de Sebastián Pinto y Fernando De la Fuente en plena pretemporada. De todas maneras arranca el torneo de forma prometedora, logrando 7 de los primeros 12 puntos disputados y mostrando un juego vistoso. En la quinta fecha enfrenta un duelo crucial ante la Universidad de Chile (campeón vigente), donde logra dar la sorpresa venciendo en casa al cuadro santiaguino por 3-0, y cortándole un invicto de 27 partidos invictos como visitante. Posterior a esto, el equipo logra remontar y consigue cuatro triunfos en línea, de la mano de figuras como Ramón Fernández, Enzo Gutiérrez, Julio Barroso, Luis Marín y Juan Rodrigo Rojas entre otros; pilares fundamentales de la campaña que aseguran un cupo a la Copa Sudamericana 2012.
Tras finalizar la fase regular se mete a Play-Offs, donde elimina a Unión La Calera, para en semifinales enfrentar a Unión Española y tras perder la ida por 1-0, el 23 de junio de 2012 O'Higgins logra su mayor logro en el fútbol nacional en 57 años de historia tras vencer por 2-1 a Unión Española en el Estadio El Teniente de Rancagua y acceder a su primera final de campeonato, consolidando la mejor campaña del club en la Primera División, habiendo terminado 2° en la fase regular. El día 28 de junio de 2012, el Club Deportivo O'Higgins juega su primera final en torneos cortos, frente Universidad de Chile. En esta primera final, los rancagüinos vencieron a los capitalinos con goles de Rodrigo Rojas y Alejándro López, mientras que en el cuadro laico descontó el argentino Guillermo Marino. En el partido de vuelta los celestes comenzaron ganando con un gol del volante creativo Ramón Fernández a través de un penal inexistente, a lo que enfrentó el segundo tiempo del partido con el marcador a favor. Pero en la última mitad Charles Aránguiz anotó el empate de penal también inexistente y cuando todo hacía pensar que O'Higgins iba a obtener su primer título nacional, Guillermo Marino marcó en tiempo agregado forzando definición a penales. En la tanda decisiva, la Universidad de Chile de la mano de su portero Johnny Herrera, se adjudicó el título tras ganar por dos a cero. Finalizado el encuentro, el árbitro Enrique Osses fue blanco de críticas que lo responsabilizaban del triunfo azul.
Para el torneo de Clausura, O"Higgins pierde a un gran baluarte del torneo de apertura: Enzo Gutiérrez, quien había sido goleador del equipo en el primer semestre, se fue a la Universidad de Chile, lo que significaría una gran oportunidad para el venezolano Richard Blanco. También sufrió las partidas de Guillermo Suárez de préstamo a San Martín de San Juan y de Samuel Teuber a Palestino. El equipo celeste se reforzó con jugadores de alta calidad como el colombiano Marco Pérez, Carlos Ross, José Luis Silva, René Bugueño y la vuelta de préstamo de Juan Pablo Carrasco. O"Higgins al principio de semestre, tiene varias fechas pendientes por el ámbito internacional y por haber jugado la final del Torneo de Apertura, pero después se pone al día. En la primera ronda de la Copa Sudamericana, le toca jugar con el complicado y actual campeón paraguayo Cerro Porteño. En la ida disputada en Rancagua, juegan un interesante partido, que finaliza en un empate de 3 a 3, con goles de Ramón Fernández de tiro libre y de Richard Blanco en dos ocasiones. En la vuelta en Asunción, el equipo celeste sufre una grave goleada, por 4 tantos a 0 frente al elenco paraguayo, pero el estratega Eduardo Berizzo y sus pupilos, lo toman como una adquisición de experiencia.
De cara al Torneo Transición 2013, el elenco de Eduardo Berizzo suma a varios refuerzos, como Osmán Huerta, Mariano Uglessich, Braulio Leal, Gonzalo Barriga y Pablo Calandria entre otros y es en este torneo, donde disputa el último partido oficial en el Estadio El Teniente, luego de que fuera adjudicado para remodelaciones de cara a la Copa América 2015, rotando la localía entre Estadio Santa Laura, Estadio Bicentenario La Granja y Estadio Monumental.

### Tragedia de Tomé

Luto que actualmente lleva la camiseta del equipo.

El 8 de febrero del 2013, O'Higgins debía viajar al Estadio CAP para medirse con Huachipato por la 3° fecha del Torneo Transición, varias horas de viaje cerca de 430 kilómetros separan Rancagua de Talcahuano el partido se jugaba a las 22:00, finalmente el partido fue favorable para los celestes pues se impusieron 2 goles a 0 ante los Acereros con goles de Gonzalo Barriga y Rodrigo Rojas, cabe destacar que el elenco del sur era el campeón vigente del torneo nacional. Una vez finalizado el encuentro los más de 200 hinchas de O'Higgins debían regresar a su ciudad, algunos hinchas de la barra del club Trinchera Celeste tenían presupuestado viajar a Dichato para celebrar el triunfo conseguido. Eran cerca de las 1:00 AM cuando en redes sociales se comentaba que había ocurrido un accidente en la Cuesta Caracoles de Tomé, (autopista de curvas muy cerradas y peligrosas que unen las ciudades de Tomé y Dichato). Después de unas horas se confirmó la noticia y claramente se trataba de los hinchas celestes que habían sufrido un accidente y que el autobús interurbano en el que viajaban cayó a un precipicio de aproximadamente 100 metros. Las primeras informaciones decían que el autobús habría sufrido un calentamiento en las balatas de los frenos que en consecuencia produjo esta tragedia. Finalmente la SIAT de Carabineros de Chile dio a conocer las causas del accidente siendo el desconocimiento de la ruta y el exceso de velocidad. De los 37 hinchas que viajaban en el autobús 16 perdieron la vida en ese lugar y 21 heridos que fueron trasladados a hospitales más cercanos.  Al día siguiente familias de las víctimas y heridos viajaron desde Rancagua a los hospitales para obtener más información de lo que ocurrió.  Dirigentes del club también viajaron al lugar entre ellos Pablo Hoffmann Gerente General y el actual entrenador Eduardo Berizzo que en representación del plantel dio las condolencias a las familias afectadas. En Rancagua se realizaron 3 días de luto regional y en canchas de Chile y en otros lugares del mundo se realizaron minutos de silencio. Esta tragedia es el peor desastre que ha ocurrido en la historia del fútbol chileno y dentro de las más tristes a nivel mundial. Incluso equipos de otros países enviaron las condolencias al club e hinchas por el triste momento que pasó. El presidente de la FIFA, Joseph Blatter y el presidente de la Conmebol, Nicolás Leoz enviaron cartas al presidente de la ANFP Sergio Jadue que decían:

"Con sumo y hondo pesar te escribo estas líneas tras conocer la triste noticia del fallecimiento 16 de hinchas del club O’Higgins de Rancagua en un accidente de autobús el sábado pasado. Estoy particularmente conmovido al saber que perdieron la vida mientras seguían su pasión por el futbol tras salir de viaje para ver jugar a su equipo fuera de casa.
En nombre de la FIFA, quiero hacerte llegar nuestro más sentido pésame por esta dolorosa perdida, desear mucha fuerza a las familias de las víctimas. La comunidad del fútbol los acompaña en su dolor y desea sinceramente que estas palabras les reconforten un poco para sobrellevar esta pena”.
Joseph Blatter, presidente de la FIFA. (2013)

"Señor Sergio Jadue Jadue:

Quiero expresar mis condolencias, en nombre del fútbol sudamericano, y el mío propio, por la tragedia que enluta a la
República de Chile, a raíz, del fallecimiento de los 16 hinchas del Club O'Higgins de Rancagua, que impulsados por el amor a la camiseta celeste, segaron su vida, en un impensado accidente.

Señor Presidente Jadue, le ruego a Usted, transmita nuestro pesar y solidaridad a todas las familias que lloran hoy a sus seres queridos.”
Nicolás Leoz, presidente de la Conmebol. (2013)

Desde que ocurrió el accidente la camiseta oficial del club lleva un luto abajo del escudo con la frase "Siempre en nuestro corazón". El 29 de noviembre de 2013 se inauguró un monumento en el centro deportivo de O'Higgins, Monasterio Celeste con el nombre "16 estrellas nos iluminan". Al cumplirse un año del trágico accidente la ciudad de Rancagua construye un nuevo monumento en la Carretera el Cobre muy cercano al Estadio El Teniente. Para la nueva reconstrucción del Estadio El Teniente se decidió dejar 16 butacas de color celeste en la galería Angostura donde históricamente la barra Trinchera Celeste alienta al equipo en reconocimiento de los hinchas fallecidos.

### El primer campeonato
Para el Torneo Apertura 2013, O'Higgins se refuerza con jugadores como Fernando Gutiérrez, Francisco Pizarro y Pablo Hernández. Comienza este campeonato jugando contra Deportes Iquique, con gol que a la postre fue el goleador del equipo en el torneo Pablo Calandria. Luego derrota a Deportes Antofagasta en el Estadio Monumental por 2-1. Marcaron para los celestes Francisco Pizarro y Gonzalo Barriga.  En la siguiente fecha, empata con Audax Italiano así se fue dando el torneo poco a poco, el equipo fue tomando confianza logrando victorias muy importantes como ganarle a Cobresal en El Salvador, a Cobreloa, Universidad de Concepción, Universidad Católica, Unión Española y Unión La Calera en los minutos finales, logrando una racha ganadora importante en aquel campeonato, donde solo pierde 2 partidos contra Palestino y Colo-Colo. La última fecha del campeonato visita a Rangers de Talca, donde el equipo comienza perdiendo con gol de Mauricio Gómez, pero el equipo no se rindió y como en todo el campeonato, salió a dar vuelta el partido y lo consigue con goles de Pablo Calandria y "el patrón celeste" Julio Alberto Barroso. En el segundo tiempo, se pensó que el título se escapaba de las manos, debido a que Rodolfo González y Esteban Ciaccheri ponen la incertidumbre en el Estadio Fiscal de Talca, donde el marcador quedó 3-2 en favor de los piducanos. Eduardo Berizzo realiza cambios e ingresan Francisco Pizarro y Osmán Huerta, que el primer balón que toca, logra vencer al portero Nicolás Peric, empatando el partido a 4 goles, quedando 10 minutos para el término del partido y en el minuto 88' Pablo Calandria es derribado en área y el árbitro Patricio Polic cobra lanzamiento penal y es expulsado el arquero Peric y debido a que el elenco de Talca, había realizado las 3 modificaciones, el jugador Hugo Díaz debió ponerse al pórtico, cabe destacar que Universidad Católica, jugaba en paralelo e iba ganando a su similar de Unión La Calera en Quillota, por lo que si el equipo empataba o perdía se les escapaba el campeonato. En el minuto 90', el goleador celeste Pablo Calandria, convierte el gol desatando la locura de lo más de 4.500 rancagüinos, que repletaron el estadio dando vuelta épicamente el partido por 4-3, en ese mismo momento Universidad Católica vencía 2-0 a los caleranos. Luego de un campeonato muy reñido, peleando el título contra Universidad Católica, finalizan el torneo ambos con el mismo puntaje, debiendo realizar un partido definitorio, luego de una modificación al reglamento del campeonato, que antes de esta modificación daba como campeón a quien tuviera mejor diferencia de gol en caso de igual cantidad de punto, como fue el caso del campeonato de apertura 2013, en el que Unión Española y Universidad Católica, tuvieron igual puntaje hasta la última fecha, pero terminando con los rojos de independencia, por mejor diferencia de goles, dejando a Universidad Católica, como subcampeón.

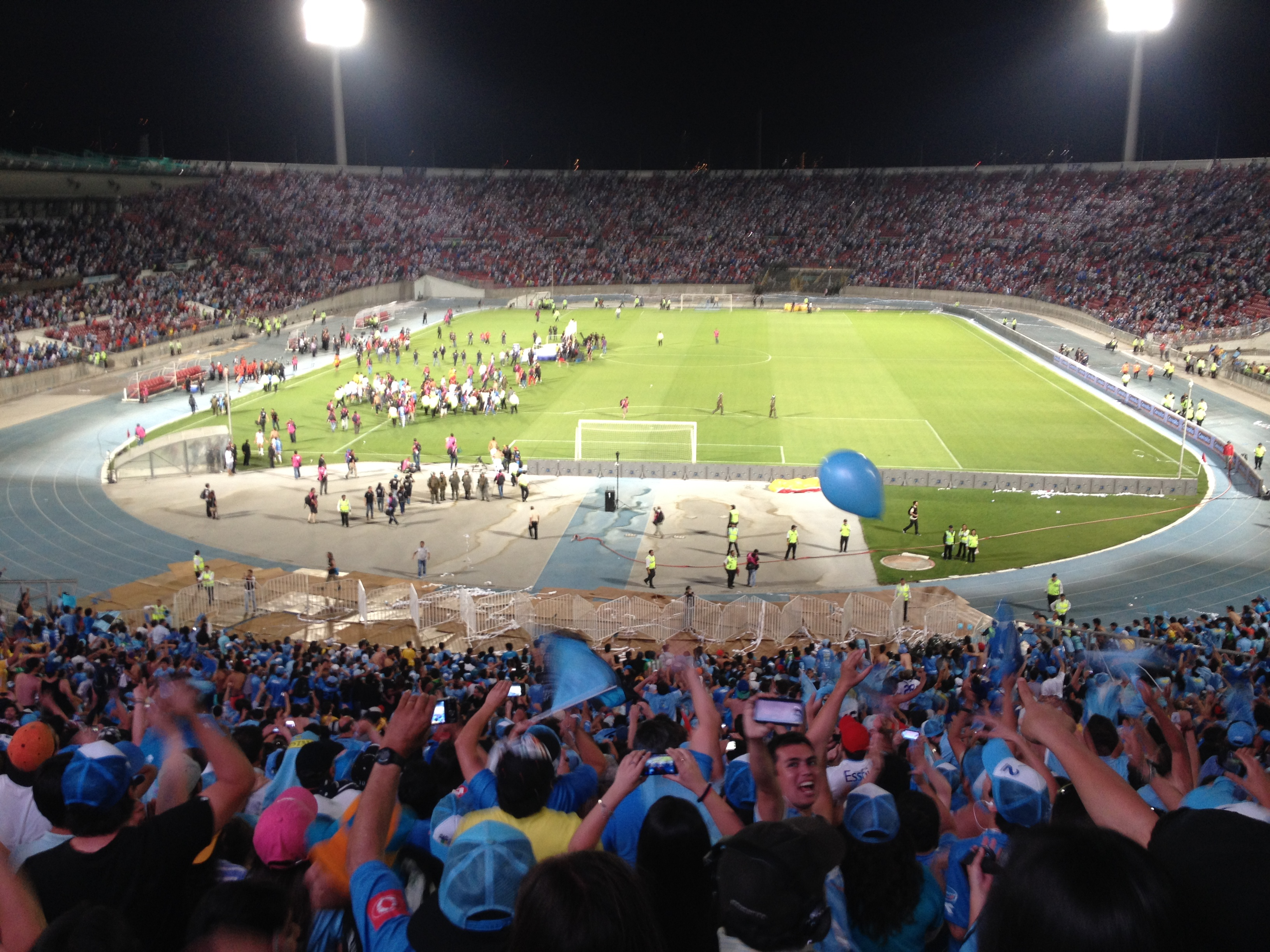
Celebración de O'Higgins tras obtener el campeonato de Apertura.

El encuentro se disputó dos días de terminado el campeonato. El 10 de diciembre del 2013 con un Estadio Nacional repleto, los celestes logran vencer a los cruzados, con gol de una de las figuras del equipo Pedro Hernández, que a la postre quedará en la historia del club, debido a que ese partido lo ganan por 1-0, desatando la locura de los más de 25.000 celestes en el codo sur del estadio y en todos los alrededores de Rancagua. Con caravanas en las carreteras, reciben a los jugadores en la ciudad y la Plaza Los Héroes, donde se festejó hasta largas horas de la noche. Seguramente ese día quedará en la historia del club y de miles de hinchas celestes, que jamás lo olvidarán.
El 26 de diciembre de 2013, O'Higgins se convierte en el equipo campeón que sin jugar ningún partido de local en Rancagua, (Remodelación del Estadio El Teniente), es el con mejor rendimiento en América, superando incluso a los campeones del semestre de las ligas brasileñas y argentinas, con un 76.47%.
Equipo campeón O'Higgins 2013
| Alineación 4-3-3: Arquero: - Paulo Garcés Defensores: - Alejandro López - Julio Barroso - Mariano Uglessich - Yerson Opazo Mediocampistas: - César Fuentes - Braulio Leal - Pablo Hernández Delanteros: - Luis Pedro Figueroa - Pablo Calandria - Gonzalo Barriga ENTRENADOR: - Eduardo Berizzo |  | Garcés López Barroso Opazo Uglessich Hernández Calandria Figueroa Fuentes Barriga Leal |
| Garcés López Barroso Opazo Uglessich Hernández Calandria Figueroa Fuentes Barriga Leal |  |                                                                                        |

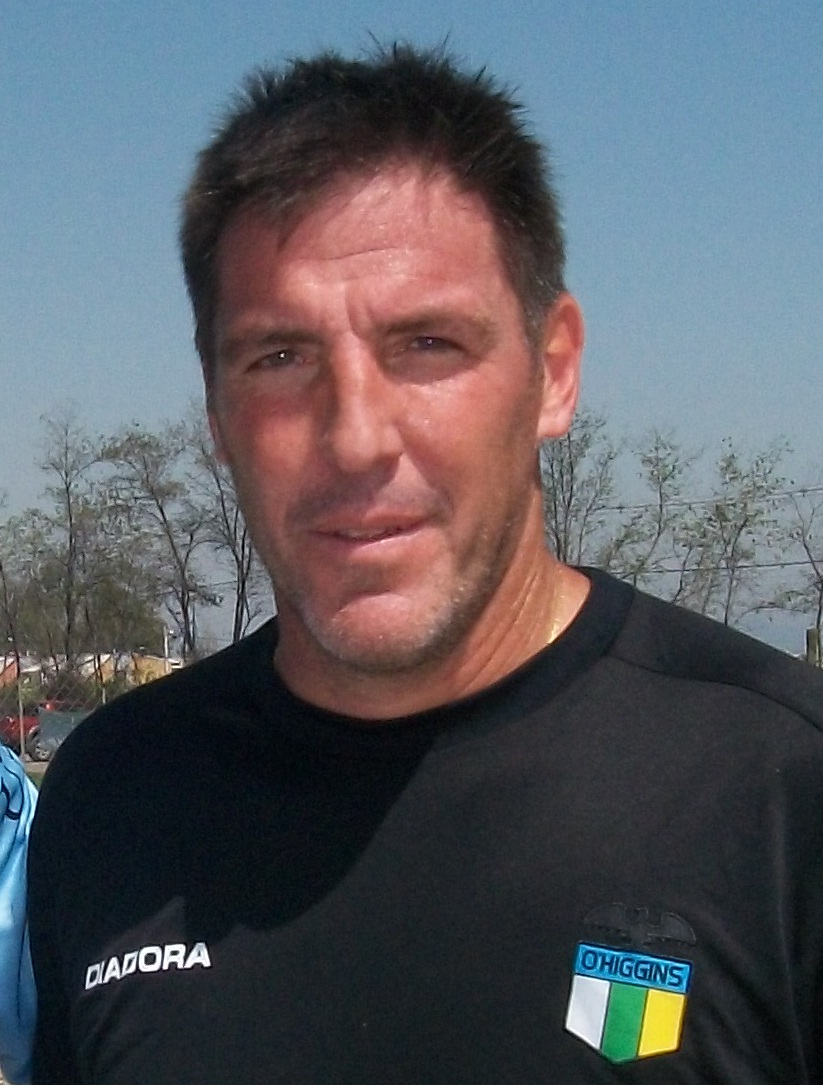
Eduardo Berizzo, actual director técnico del equipo

Jugadores que tuvieron participación en el torneo: Roberto González, Braulio Leal, Bastián San Juan, Benjamín Vidal, Julio Alberto Barroso, César Fuentes, Luis Pedro Figueroa, Yerson Opazo, Pablo Calandria, Pedro Pablo Hernández, Francisco Pizarro, Paulo Garcés, Gonzalo Barriga, Claudio Meneses, Osmán Huerta, Fernando Gutiérrez, Carlos Escobar, Raúl Osorio, Mariano Uglessich, Roberto Órdenes, Alejandro López, Nicolás Vargas, Juan Fuentes, Fernando Vásquez y Felipe Ochagavía.

### Regreso a la Copa Libertadores y Supercampeón de Chile

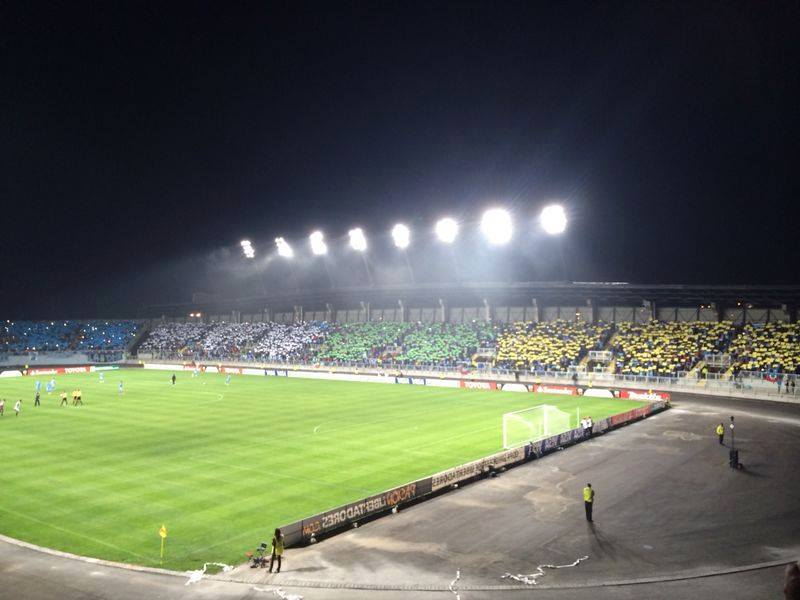
Estadio El Teniente en un partido de Copa Libertadores contra Lanús.

Luego de ganar la final del Torneo Apertura 2013 el club regresa a la Copa Libertadores después de su última participación el año 1984, en la copa participó en el grupo número 3 con Cerro Porteño de Paraguay, Deportivo Cali de Colombia y Lanús de Argentina. El primer partido se jugó contra Lanús en el Estadio Ciudad de Lanús donde finaliza el partido con un empate a 0 donde destacó la figura de Pedro Pablo Hernández debido a su gran actuación e incluso el partido debió haberlo ganado los rancagüinos. En la fecha número 2 enfrentó de local a Deportivo Cali en el Estadio Monumental de Santiago de Chile en un partido trabado y lleno de imprecisiones en una pelota detenida Yerson Opazo remata al primer palo del arquero colombiano Faryd Mondragón y la pelota ingresa al pórtico convirtiéndose en el jugador que después de 30 años vuelve anotar en Copa Libertadores finalizando el partido 1-0 en favor de los de Rancagua. La fecha 3 vuelven a recibir de local esta vez a Cerro Porteño incluso el partido era a favor de los celestes ganaban por 2 goles a 0 Alejandro López de tiro libre y Luis Pedro Figueroa, pero debido a la expulsión de Braulio Leal bajan el nivel de juego y los guaraníes empatan el partido con goles de Rodolfo Gamarra y Julio Dos Santos.  En el siguiente encuentro visitan al propio Cerro Porteño en el Estadio "La Olla" donde los rancagüinos son derrotados por 2-1 Dani Guiza y nuevamente Dos Santos para O'Higgins descontó Pablo Calandria desde un lanzamiento penal. En la fecha 5 parte a Colombia a enfrentarse al Deportivo Cali al Estadio Olímpico Pascual Guerrero, luego de una gran actuación nuevamente el histórico Yerson Opazo dispara de aproximadamente 30 metros y marca uno de los mejores goles de la Copa Libertadores 2014, finalmente en los descuentos Néstor Camacho empata el partido después de un remate que se le cuela al meta Paulo Garcés, finalizando el partido 1-1.  La última fecha de la primera fase O'Higgins vuelve a su estadio, "Estadio El Teniente" luego de su remodelación para la Copa América 2015 recibiendo a Lanús a estadio lleno, luego de un gran partido el árbitro brasileño Wilson Pereira Sampaio, cobra una mano del mediocampista Leandro Somoza, Agustín Marchesín ataja el penal a Pablo Calandria, finalizando el partido 0-0 y los celestes quedando eliminados de la copa, el arquero argentino como figura del encuentro. O'Higgins finalizó su actuación internacional con 7 puntos relegado al tercer lugar del grupo 3.
El torneo de Clausura 2014 O'Higgins finaliza en la tercera posición con 30 puntos, en la tabla acumulada como segundo con 69 puntos y un rendimiento de 69,65 % lo que lo llevó a jugar la Supercopa de Chile por ser el mejor campeón ubicado en la tabla general, (superó a Colo-Colo, campeón del torneo). El encuentro se disputó en el Estadio San Carlos de Apoquindo contra el campeón de la Copa Chile 2013-14 Deportes Iquique, donde los del norte comienzan ganando el partido con gol de Rodrigo Díaz a los 6 minutos de juego, O'Higgins equilibra el partido y a los 39' Luis Pedro Figueroa empata finalizando 1-1 y definiendo a lanzamientos penales. Luego de la imprecisión de ambos equipos y después de convertir el celeste Luis Pedro Figueroa era el turno del nortino Rodrigo Brito y falla el lanzamiento desatando la fiesta de los más de 6000 celestes que llegaron a la capital, y convirtiéndose en el Supercampeón del fútbol chileno.
Equipo campeón O'Higgins 2014
| Alineación 4-3-3: Arquero: - Roberto González Defensores: - Nicolás Vargas - Benjamín Vidal - Mariano Uglessich - Yerson Opazo Mediocampistas: - Albert Acevedo - César Fuentes - Braulio Leal Delanteros: - Luis Pedro Figueroa - Pablo Calandria - Gonzalo Barriga ENTRENADOR: - Eduardo Berizzo |  | González Vargas Vidal Opazo Uglessich Leal Calandria Figueroa Fuentes Barriga Acevedo |
| González Vargas Vidal Opazo Uglessich Leal Calandria Figueroa Fuentes Barriga Acevedo |  |                                                                                       |

Jugadores que tuvieron participación en el torneo: Roberto González, Braulio Leal, Albert Acevedo, Benjamín Vidal, Juan Manuel Cobo, César Fuentes, Luis Pedro Figueroa, Yerson Opazo, Pablo Calandria, Pedro Pablo Hernández, Gastón Lezcano, Paulo Garcés, Gonzalo Barriga, Nicolás Vargas, Diego Chaves, Osmán Huerta, Carlos Escobar, Raúl Osorio, Mariano Uglessich, Roberto Órdenes, Bastián San Juan, Juan Fuentes, Fernando Vásquez y Felipe Ochagavía.